# Yxlan
Yxlan ist eine Insel im Stockholmer Schärengarten. Sie liegt zwischen Furusund und Blidö in der Gemeinde Norrtälje in der Provinz Stockholms län.
Yxlan ist in König Waldemars Segelroute aus dem 13. Jahrhundert mit dem Namen Øslæ erwähnt. Zu dieser Zeit bestand Yxlan aus mehreren Inseln und der erwähnte Name bezieht sich wahrscheinlich nur auf das Dorf Yxlan und nicht auf die heutige Insel.
Yxlan ist größtenteils von Wald bestanden und ist von der Form her sehr langgezogen. Die Insel ist etwa 15 Kilometer lang und einen Kilometer breit.
Auf dem nördlichen Teil der Insel, in der Nähe von Köpmanholm befindet sich eine Schule.

## Orte auf Yxlan
- Yxlö
- Vagnsunda
- Köpmanholm
- Kolsvik
- Hamnviken

## Galerie

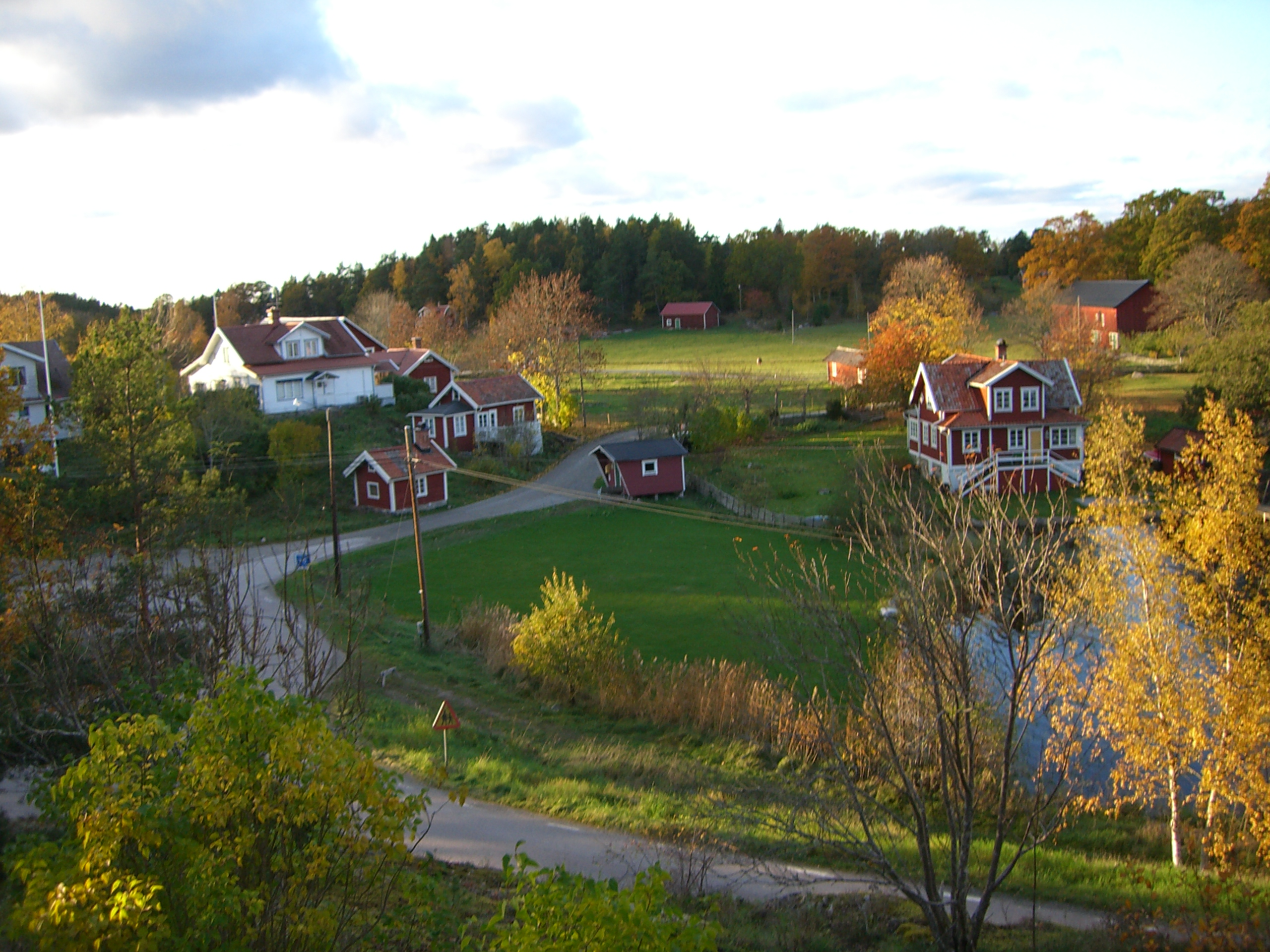
Das Dorf Vagnsunda auf Yxlan
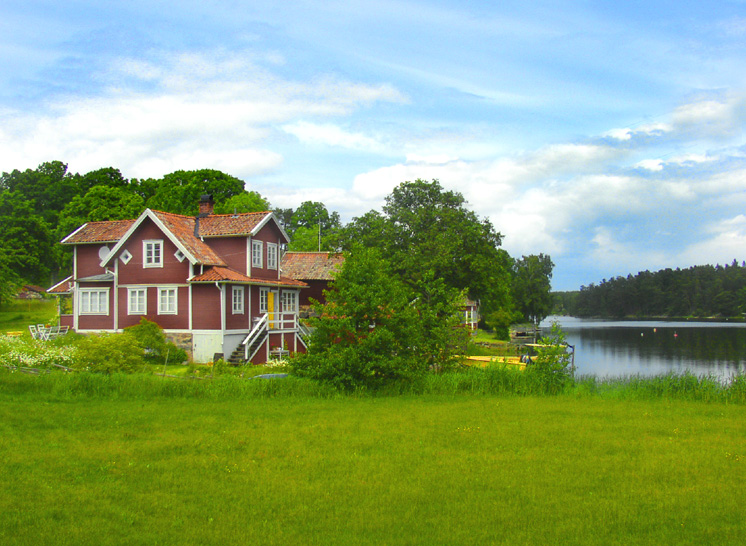
Midsommar auf Yxlan
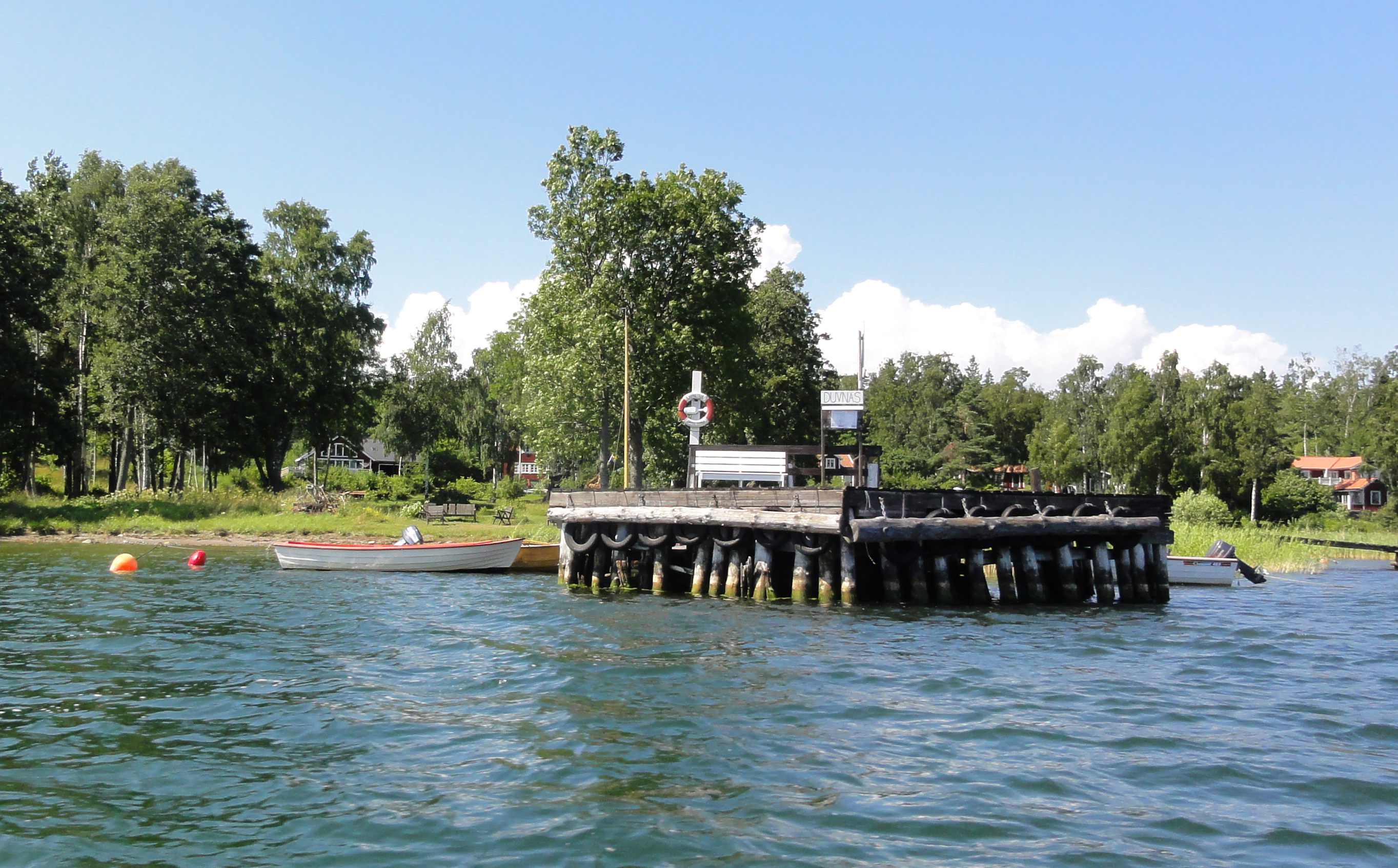
Yxlans Landungssteg
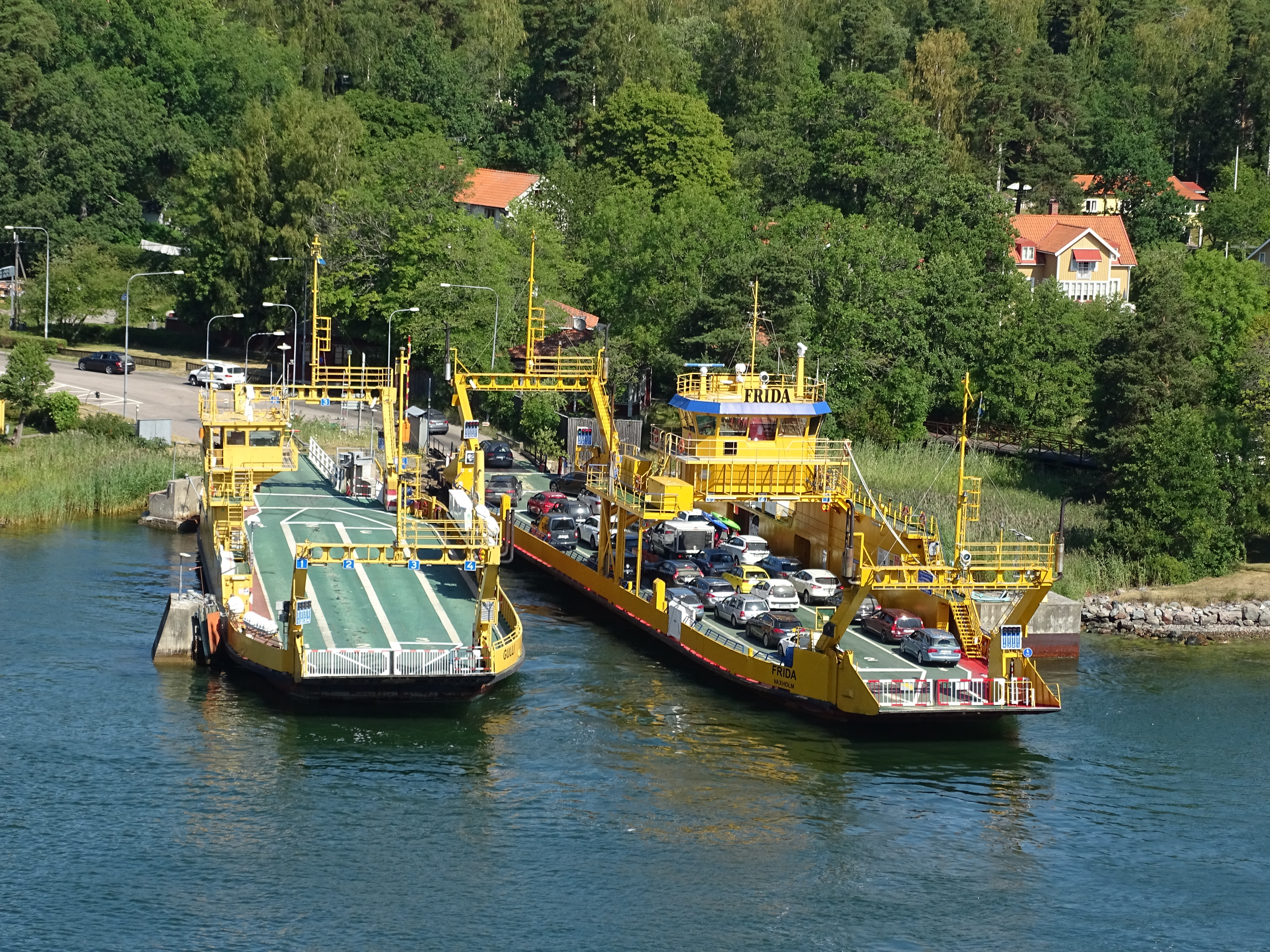
Yxlan-Furusund ferry